# Eldragonita
L'eldragonita és un mineral de la classe dels sulfurs. Va ser anomenada en honor de la mina El Dragón, on va ser descoberta.

## Característiques
L'eldragonita és un selenur de fórmula química Cu₆BiSe₄(Se₂). Cristal·litza en el sistema ortoròmbic. La seva duresa a l'escala de Mohs és 3,5.

## Jaciments
Va ser a la mina El Dragón, a la província d'Antonio Quijarro (Departament de Potosí, Bolívia). Es tracta de l'únic indret on ha estat trobada aquesta espècie mineral.